# Тульский уезд
Тульский уезд — административно-территориальная единица в составе Московской и Тульской губерний Российской империи и РСФСР, существовавшая в 1727—1926 годах. Уездный город — Тула.

## История
Тульский уезд известен с допетровских времён. В 1554 году из территории прилегающей к Дедиловскому стану Тульского уезда был создан Дедиловский уезд. В 1708 году Тульский уезд был упразднён, а город Тула отнесён к Московской губернии (в 1719 году при разделении губерний на провинции уезд был отнесён к Тульской провинции). В 1727 году Тульский уезд в составе Тульской провинции был восстановлен.
В 1777 году уезд был отнесён к Тульскому наместничеству, которое в 1796 году было преобразовано в Тульскую губернию.
В 1924 году уезд разделён на 5 районов: Басовский (центр — г. Тула), Лаптевский, Рудневский, Тульский, Частинский (центр — дер. Акулинино) и город уездного подчинения Тула. Летом 1924 года в Тульский уезд были включены Дедиловский район Богородицкого уезда, Щёкинский район Крапивенского уезда, Дубенский и Сидоровский районы упраздненного Одоевского уезда. В сентябре 1924 года Басовский и Тульский районы были объединены в Тульско-Басовский.
В октябре 1925 года упразднены Частинский и Сидоровский районы.
1 июля 1926 года Тульский уезд был упразднён, его районы вошли в прямое подчинение Тульской губернии, город Тула передан в Тульское градоначальство.

## Административное деление
В 1890 году в состав уезда входило 17 волостей
| № п/п | Волость       | Волостное правление | Число селений | Население |
| ----- | ------------- | ------------------- | ------------- | --------- |
| 1     | Анишинская    | с. Анишино          | 12            | 6269      |
| 2     | Архангельская | с. Архангельское    | 23            | 5534      |
| 3     | Басовская     | с. Ново-Басово      | 22            | 3243      |
| 4     | Денисовская   | с. Денисово         | 18            | 5972      |
| 5     | Зайцевская    | с. Зайцево          | 33            | 6397      |
| 6     | Коптевская    | с. Коптево          | 33            | 5843      |
| 7     | Лаптевская    | с. Лаптево          | 33            | 5040      |
| 8     | Машковская    | с. Машково          | 21            | 5925      |
| 9     | Мясновская    | с. Мясново          | 1             | 2648      |
| 10    | Пасловская    | с. Паслово          | 31            | 7155      |
| 11    | Рудневская    | с. Руднево          | 29            | 6415      |
| 12    | Севрюковская  | с. Севрюковка       | 38            | 7258      |
| 13    | Сергиевская   | д. Ново-Упская      | 32            | 6416      |
| 14    | Татевская     | с. Татьево          | 23            | 5589      |
| 15    | Торховская    | с. Торхово          | 20            | 4491      |
| 16    | Хрущевская    | с. Хрущёво          | 16            | 8491      |
| 17    | Частинская    | с. Частое           | 29            | 5211      |

В 1913 году в уезде также было 17 волостей.

## Население
По данным переписи 1897 года в уезде проживало 211 059 чел. В том числе русские — 97,7 %; евреи — 1,1 %. В уездном городе Туле проживало 114 733 чел.

## Уездные предводители дворянства[5]
| Фамилия,Имя, Отчество           | Чин                              | Года      |
| ------------------------------- | -------------------------------- | --------- |
| Хитрово Захар Алексеевич        | Коллежский советник              | 1777-1783 |
| Мансуров Сергей Герасимович     | Секунд-майор                     | 1783-1795 |
| Крюков Егор Михайлович          | Надворный советник               | 1795-1802 |
| Пестов Дмитрий Михайлович       | Подполковник                     | 1802-1805 |
| Пургасов Василий Яковлевич      | Капитан                          | 1805-1809 |
| Мансуров Дмитрий Сергеевич      | Статский советник                | 1809-1817 |
| Хомяков Степан Александрович    | Гвардии поручик                  | 1817-1820 |
| Пургасов Василий Яковлевич      | Капитан                          | 1820-1823 |
| Соковнин Пётр Алексеевич        | Корнет                           | 1823-1835 |
| Гамалея Михаил Михайлович       | Тайный советник                  | 1835-1838 |
| Хрущов Иван Николаевич          | Коллежский асессор               | 1838-1844 |
| Елагин Александр Николаевич     | Коллежский асессор               | 1844-1846 |
| Мясново Павел Николаевич        | Губернский секретарь             | 1846-1849 |
| Карнович Владимир Ксенофонтович | Штабс-капитан                    | 1849-1861 |
| Коптев Дмитрий Иванович         | Коллежский асессор               | 1861-1864 |
| Докудовский Пётр Андреевич      | Штабс-ротмистр                   | 1864-1867 |
| Хлюстин Дмитрий Михайлович      | Гвардии подполковник             | 1867-1873 |
| Ушаков Андрей Алексеевич        | Коллежский асессор               | 1873-1882 |
| Докудовский Дмитрий Петрович    | Статский советник                | 1882      |
| Жданов Николай Николаевич       | Действительный статский советник | 1882-1897 |
| Данилов Сергей Сергеевич        | Титулярный советник              | 1897-1899 |
| Херодинов Николай Петрович      | Коллежский советник              | 1899      |
| Данилов Сергей Сергеевич        | Титулярный советник              | 1900-1902 |
| Шекаразин Константин Степанович | Генерал-майор                    | 1902      |
| Еропкин Рафаиль Дмитриевич      | Действительный статский советник | 1902-1909 |
| Херодинов Александр Николаевич  | Статский советник                | 1909-1910 |
| Загряжский Сергей Николаевич    | Поручик                          | 1910-     |